# John Allen Chau
John Allen Chau (Scottsboro (VS), 18 december 1991 – Andamanen (India), 17 november 2018) was een Amerikaanse evangelisch zendeling die in 2018 werd gedood door de bewoners van een geïsoleerd Indiaas eiland, Noord-Sentinel, bij een poging hen te bekeren tot het christendom.
In november 2018 reisde John Allen Chau, 26 jaar oud, getraind en gestuurd door All Nations, een in de Verenigde Staten gevestigde christelijke missionaire organisatie, naar het ten oosten van India gelegen Noord-Sentineleiland. Zijn doel was contact te leggen met de Sentinelezen, een van de meest geïsoleerde stammen ter wereld en hen tot het christendom te bekeren. Chau ontbeerde echter een noodzakelijke vergunning of toestemming van de Indiase autoriteiten om het beschermde eiland te bezoeken. Middels het betalen van steekpenningen aan lokale vissers wist Chau toch een aantal maal het eiland te bereiken. Chau was op zijn missie voorbereid en zich bewust van het risico ervan. In een brief die hij aan de vissers meegaf beschreef hij zijn motivatie en zijn verwachte martelaarslot: "Heer: Is dit eiland Satans laatste bolwerk waar niemand uw naam heeft gehoord of zelfs maar de kans heeft gehad om uw naam te horen? (...) Het eeuwige leven van deze stam is nabij (...) Ik denk dat het de moeite waard is om Jezus bekend te maken aan deze mensen. Wees alsjeblieft niet boos op hen of op God als ik gedood word (...) Haal mijn lichaam niet op."
Zijn eerste bezoek op 15 november 2018 bracht Chau, gezeten in een vissersboot, tot op ongeveer 600 meter van de kustlijn. De vissers waarschuwden hem niet verder te gaan, maar toch ging hij met zijn kano en een watervaste bijbel in de hand dichterbij. Chau probeerde te communiceren met de toegesnelde eilandbewoners en hen geschenken aan te bieden, maar moest zich na vijandige reacties terugtrekken.
Bij een volgend bezoek, zo schrijft Chau, reageerden de eilandbewoners "met een mix van vermaak, verbijstering en vijandigheid". Chau zong enkele christelijke aanbiddingsliederen en sprak hen aan met wat Xhosa-woordjes die hij kende. Dit deed de bewoners slechts even verstommen. Van andere pogingen om te communiceren moesten de inwoners vooral erg lachen. Hun communicatie bestond volgens Chau vooral uit hoge tonen en gebaren. Toen hij probeerde om vis en andere geschenken te overhandigen, schoot iemand een pijl op hem af -naar eigen zeggen precies in zijn bijbel- waarna hij zich terugtrok.
Bij zijn laatste bezoek, op 17 november, droeg Chau de vissers op om te vertrekken zonder hem. Later zagen deze vissers de eilandbewoners met het lichaam van Chau slepen. De volgende dag zagen ze zijn lichaam op het strand liggen.
De Indiase politie arresteerde de zeven vissers die Chau hebben geholpen het verboden eiland te bezoeken. Hoewel de dood van John Allen Chau als moord is geboekstaafd is geen van de Sentinelezen officieel aangeklaagd. De Verenigde Staten hebben geen aanklacht tegen de stam ingediend bij de Indiase autoriteiten, noch een verzoek hiertoe gedaan. Indiase functionarissen hebben verschillende pogingen gedaan om het lichaam van Chau te bergen, maar gaven dit uiteindelijk op. Volgens een bij de zaak betrokken antropoloog zouden de risico's bij daaropvolgende contacten met de bewoners te groot zijn.